# Lycée de Čačak
Le lycée de Čačak (en serbe cyrillique : Гимназија Чачак ; en serbe latin : Gimnazija Čačak) Se trouve à Čačak, dans le district de Moravica, en Serbie.
Il a été créé le 22 août 1836 et a ouvert ses portes à l'automne 1837 ; il est installé dans ses locaux actuels depuis le 8 novembre 1937.

## Anciens élèves
- Patriarche serbe Irénée (né en 1930)[2]
- Branko V. Radičević (1925-2001), écrivain
- Tatomir Anđelić (1903-1993), mathématicien, membre de l'Académie serbe des sciences et des arts[3]
- Momčilo Nastasijević (1894-1938), poète, romancier et dramaturge
- Milan Stojadinović (1888-1961), économiste et homme politique ; il a été Premier ministre du royaume de Yougoslavie
- Milutin Dostanić (1958-2014), mathématicien
- Bora Đorđević (né en 1952), musicien et poète